# 哈罗德·基林
哈罗德·A·基林（英語：Harold A. Keeling，1963年9月18日—），美国NBA联盟前职业篮球运动员。他在1985年的NBA选秀中第3轮第16顺位被达拉斯小牛选中。